# Бульдозер

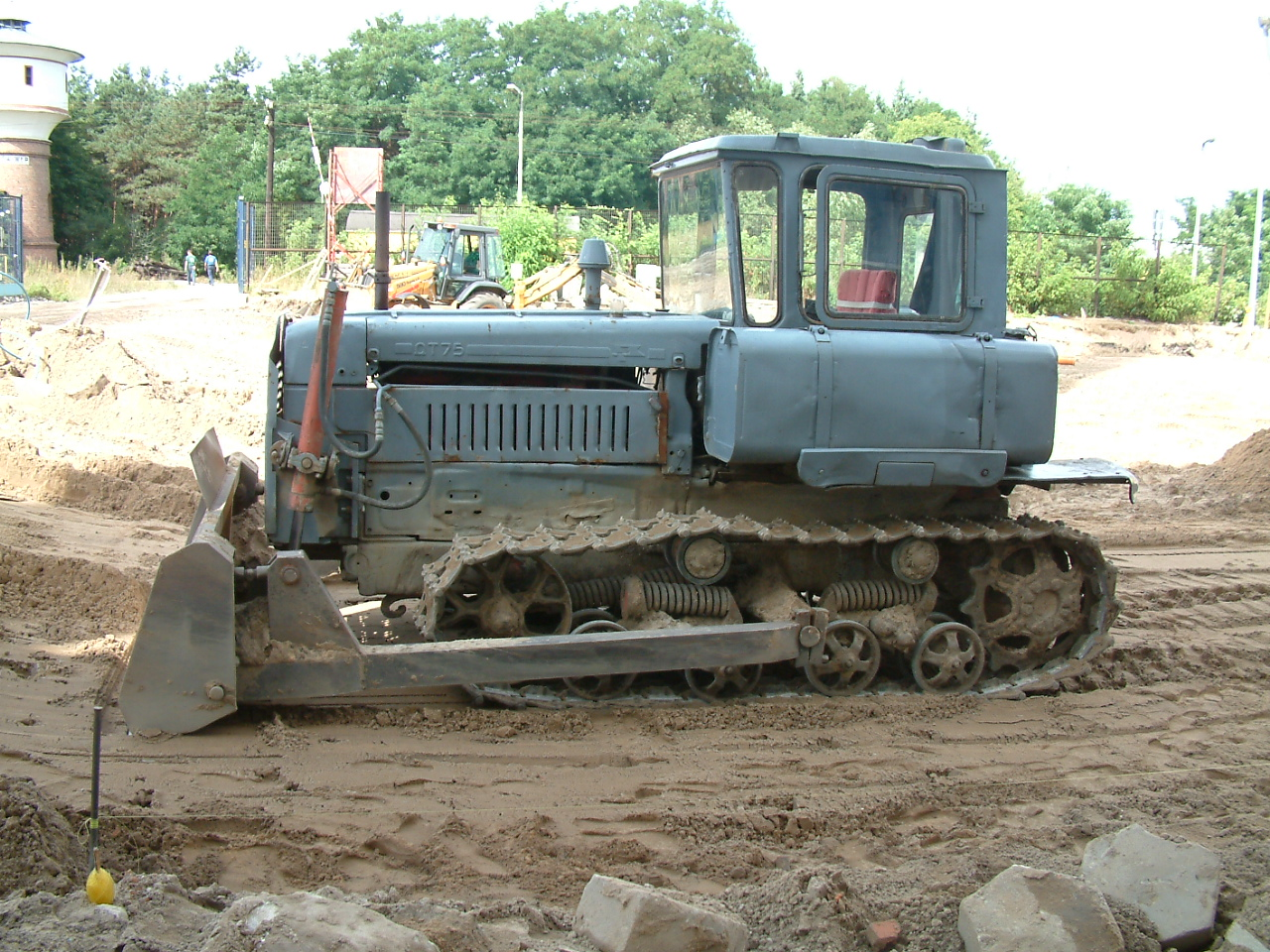
Soviet made DT-75 (also called Dz-42)

Бульдо́зер — трактор або тягач (гусеничний або колісний), обладнаний навісним неповоротним чи поворотним робочим органом, який називають відвалом.
Сучасні потужні бульдозери мають також заднє навісне обладнання — розпушувач.

## Етимологія
Первісне значення слова «бульдозер» не мало нічого спільного з теперішнім його розумінням як різновиду важкої техніки. Вперше це поняття появилося у південних штатах США у 1870-х роках у середовищі прибічників Демократичної партії. Для того, щоб примусити негрів відмовитись від участі у виборах або перешкодити їм віддавати голоси на підтримку Республіканської партії, демократи залякують їх погрозами та насильством. Вперше ця практика тиску на чорношкірих виборців проявила себе під час президентських виборів 1876 року, і в Луїзіані вона отримала назву bull-dozing.

## Призначення
Бульдозером зрізують та переміщують ґрунт, засипають котловани і траншеї, використовують на відкритих гірничих роботах у кар'єрах. Бульдозери застосовують при розробці розсипів, на відвалах, при рекультивації, як допоміжні машини на кар'єрах.
Зокрема за допомогою бульдозера виконуються
- розкривні та добувні роботи при відкритому способі розробки розсипищ;
- планувальні роботи на робочих майданчиках кар'єрів і відвалів;
- переміщення породи з тимчасових екскаваторних відвалів у постійні;
- переміщення корисних копалин на перевантажувальних складах;
- виконання з'їздів та будівництво кар'єрних доріг;
- будівництво дамб, гребель і перемичок;
- розчищання ділянок, які розробляються (видалення рослинного шару, снігу, каміння);
- проходження канав, траншей і спорудження котлованів;
- переміщення пісків з полігонів та відвалів до промивальних пристроїв тощо.

Залежно від типу полиці, потужності трактора і нахилу траєкторії руху бульдозер може набирати від 1,5-2 до 10-16 м³ гірської маси. Продуктивність бульдозера залежить від висоти і ширини відвалу, відстані переміщення, похилу розроблюваної ділянки і властивостей порід. Продуктивність бульдозера потужністю 75-80 кВт при відстані переміщення 5-100 м змінюється відповідно від 700—900 до 90-110 м³ за зміну.
Для збільшення тягового зусилля гусеничних тракторів застосовують послідовне та паралельне сполучення двох (тандем) або більше тягових агрегатів, які управляються одним оператором з одного пульта.
У гірничій промисловості найбільшого розповсюдження набули бульдозери-автомобілі (трактори), обладнані навісним керованим лемешом. Вони призначені для підгрібання породи і переміщення її на короткі відстані (до 30 м).